# Kurt Weisflog
Kurt Erich Weisflog (né le 28 décembre 1906 à Schwarzenberg/Erzgeb. et mort le 7 juillet 1942 à Uljanowo (ru) en Crimée,) est un homme politique allemand (NSDAP) et dirigeant SA.

## Biographie
Après l'école publique, Kurt Weisflog apprend le métier de charron à l'école d'artisanat et de commerce de Schwarzenberg. À partir de 1928, il travaille comme poinçonneur.
Vers 1927, Weisflog rejoint le NSDAP. En 1932, il devient conseiller municipal de Schwarzenberg et la même année chef du conseil municipal. En avril 1933, il est élu au parlement de l'État de Saxe (de), où il est député jusqu'à la dissolution de cet organe en octobre 1933. La même année, il devient chef de travaux et conférencier pour le NSDAP.
Kurt Weisflog devient le chef de la SA Standard 415 à Reichenbach im Vogtland en 1934. L'année suivante, il prend la direction de la SA-Standard 105 à Aue.
Aux élections du Reichstag de mars 1936, Weisflog est élu au Reichstag, dont il sera député pendant près de six ans et demi, jusqu'à sa mort.
Weisflog est mort lors d'opérations de combat en Russie à l'été 1942 en tant que lieutenant dans le 72e régiment d'infanterie. Son mandat au Reichstag est repris par Carl Strobel (de) après sa mort.